# اسدآباد (سرخه)
اسدآباد، یکی از روستاهای شهرستان سرخه در استان سمنان ایران است.
این روستا در دهستان لاسگرد در بخش مرکزی شهرستان سرخه قرار دارد. اسدآباد در ۳۶ کیلومتری باختر سمنان (۱۰ کیلومتری غرب سرخه) در مسیر جادهٔ سمنان - تهران جای گرفته است. مردم این روستا با گویشی نزدیک به گویش لاسگردی سخن می‌گویند.
جمعیت روستای اسدآباد بر پایه نتایج سرشماری سال ۱۳۸۵ برابر با ۹۳ نفر (۲۵ خانوار) بوده است.
به دلیل نزدیک این روستا به روستای لاسجرد (تقریباً سه کیلومتر) دانش‌آموزان دورهٔ راهنمایی برای تحصیل به آن روستا می‌روند.

## اقتصاد
شغل بیشتر مردم روستا، کشاورزی است و عمده محصولات روستا را خربزه، و پنبه تشکیل می‌دهند.

## نماد
نماد معروف این روستا، دو دروازهٔ کهن در دو سوی روستا بود که هم‌اکنون دروازه شمالی به تمامی ویران شده است. این دو دروازه، در اصل دروازه‌های ورودی دو قلعه روبروی هم بوده‌اند. روستای اسدآباد در قدیم متشکل از این دو قلعه بوده است.